# Onward Together
Onward Together is een Amerikaanse politieke actiegroep, opgericht in mei 2017 door voormalig minister van Buitenlandse Zaken en Democratische presidentskandidaat Hillary Clinton om fondsen te werven voor progressieve politieke groeperingen, waaronder Swing Left, Indivisible, Color of Change, Emerge America en Run for Something.
Clinton beschreef de beweging als een inspanning om "de visie te bevorderen, die bijna 66 miljoen stemmen verwierf voor een eerlijker, socialer en grootmoediger Amerika".

## Leiding
Vanaf mei 2017 heeft Hillary Clinton de leiding. Zij richtte de groep samen met Howard Dean op. In augustus 2017 bevestigde Howard Dean dat Onward Together Emmy Ruiz en Adam Parkhomenko als consultants had ingehuurd. Ruiz en Parkhomenko waren beiden leden van  Clintons presidentiële campagneteams in 2008 en 2016.

## Lancering
Op 15 mei 2017 om ongeveer  4:12 PM Eastern Time twitterde Hillary Clinton de lancering van Onward Together op haar persoonlijke Twitteraccount. Clinton maakte $ 800.000 van haar campagnebudget voor 2016 over naar Onward Together, korte tijd voorafgaand aan de lancering. Dit blijkt uit documentatie van de Federal Election Commission (FEC), de wettelijke toezichthouder op de transparantie van donaties aan het fonds.

## Kritiek
De Republikeinse Partij reageerde met een kritische tweet op Clintons bekendmaking: "Als je eerst niet slaagde, vernieuw dan je merk." 
Andere, linkse groepen hebben ook kritiek geleverd op de groep, die zij zien als een manier om de Clintons invloed te laten behouden in de Democratische Partij.